# Jair Eduardo Britto da Silva
Jair Eduardo Britto da Silva (født 10. juni 1988) er en brasiliansk fodboldspiller.